# Cabot (Vermont)
Pour les articles homonymes, voir Cabot.
Cabot est une municipalité (town) américaine de l'État du Vermont, située dans le comté de Washington. Lors du recensement de 2020, la population s'élevait à 1 443 habitants.

## Géographie
Cabot est située à l'extrémité nord-est du comté de Washington, limitrophe au nord et à l'est de celui de Caledonia. Son territoire présente la forme d'un quadrilatère presque parfait de 99,8 km2 et comprend plusieurs villages dont le principal est Cabot Village. 
La rivière Winooski prend sa source à Cabot.
L'activité économique de Cabot repose surtout sur l’élevage laitier.
|          | Walden     | Danville |
| Woodbury | Cabot      | Peacham  |
|          | Marshfield |          |

## Démographie
| Groupe            | Cabot | Vermont | États-Unis |
| ----------------- | ----- | ------- | ---------- |
| Blancs            | 97,2  | 95,3    | 72,4       |
| Métis             | 1,7   | 1,7     | 2,9        |
| Autres            | 0,2   | 3,5     | 24,7       |
| Total             | 100   | 100     | 100        |
|                   |       |         |            |
| Latino-Américains | 0,6   | 1,5     | 16,7       |

Selon l'American Community Survey, pour la période 2011-2015, 96,80 % de la population âgée de plus de 5 ans déclare parler l'anglais à la maison, 0,70 % le français et 2,50 % une autre langue.

## Politique et administration
La ville est administrée par un conseil de cinq membres élus (Selectboard) qui est responsable de la conduite générale des affaires de la ville. Il a pour fonctions de publier les règlements locaux, préparer le budget, superviser toutes les dépenses de la ville, gérer les employés municipaux et contrôler les bâtiments et les biens de la ville. Il est assisté de « justices de paix » élus et d'un administrateur (clerk town), réunis au sein du Conseil de l'autorité civile.